# Феодосийский городской совет
Феодоси́йский городско́й сове́т (укр. Феодосійська міська рада, крымскотат. Kefe şeer şurası, Кефе шеэр шурасы) — орган местного самоуправления одноимённой территориальной общины Феодосийского района Автономной Республики Крым Украины, до 2023 года также являлся подчинённой совету территорией города республиканского значения Феодосия Автономной Республики Крым (согласно позиции Украины; до 1991 года — в составе Крымской области, до 1945 года — в составе Крымской АССР). Орган местного самоуправления муниципального образования — городского округа Феодосия Республики Крым Российской Федерации (согласно позиции России, фактически контролирующей Крым).
Административный центр (месторасположение одноимённого органа власти — горсовета) — город Феодосия.

## История
В 1923—1924 гг. в Крымской АССР РСФСР был создан Феодосийский район. 4 сентября 1924 года был упразднён Старокрымский район и включён в состав Феодосийского района.
Первоначально Феодосийский городской совет включал единственный населённый пункт — город Феодосию, бывшую городом районного подчинения до 1931 года.
В рамках постановления ВЦИК РСФСР от 30 октября 1930 «О реорганизации сети районов Крымской АССР» к 15 сентября 1931 года Феодосийский район был упразднён, Феодосия стала городом республиканского подчинения и образовала в границах бывшего района самостоятельную административно-территориальную единицу — Феодосийский городской совет; при этом был воссоздан Старокрымский район.
24 сентября 1959 года Старокрымский район был упразднён и разделён между Феодосийским горсоветом и Кировским районом. 30 декабря 1962 года Судакский район был также упразднён и включён в Феодосийский городской совет. С 30 декабря 1962 до 4 января 1965 года Кировский район также временно входил в Феодосийский городской совет.  7 декабря 1979 года из состава Феодосийского горсовета был вновь выделен Судакский район.
В 1990-е годы Краснокаменка передана из состава Судакского горсовета в состав Феодосийского горсовета (в Щебетовский поселковый совет).
В 1991 году горсовет оказался в Автономной Республике Крым Украины. 
С 2014 года на месте горсовета находится городской округ Феодосия Республики Крым России.
17 июля 2020 года парламент Украины, не признающий аннексию Крыма Российской Федерацией, принял постановление о новой сети районов в стране, которым предполагается объединить территории Кировского (Ислямтерекского) и Советского (Ичкинского) районов с Феодосийским и Судакским горсоветами в новообразованный Феодосийский район, однако это решение не вступало в силу до «возвращения Крыма под общую юрисдикцию Украины». 9 сентября 2023 года, несмотря на отсутствие контроля над полуостровом, вступили в силу поправки, которые ввели в действие данное постановление в отношении Крыма.

## Административное деление

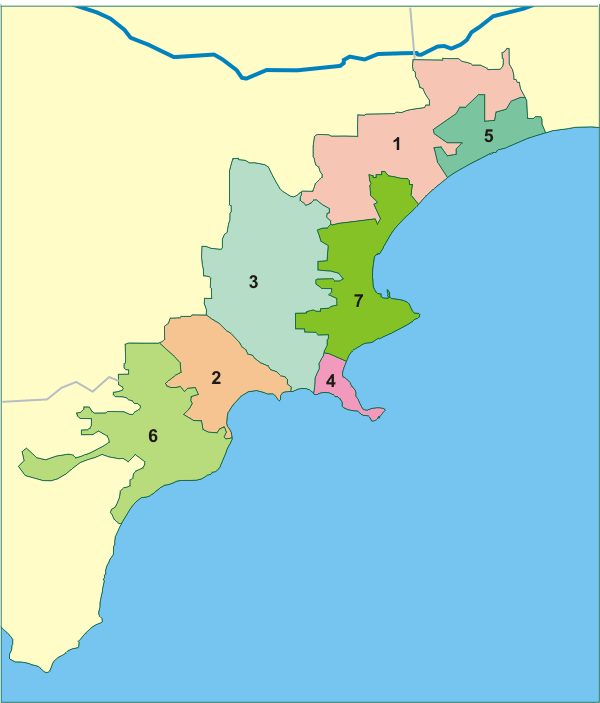
Административная карта-схема Феодосийского горсовета. Линия наверху — Северо-Крымский канал

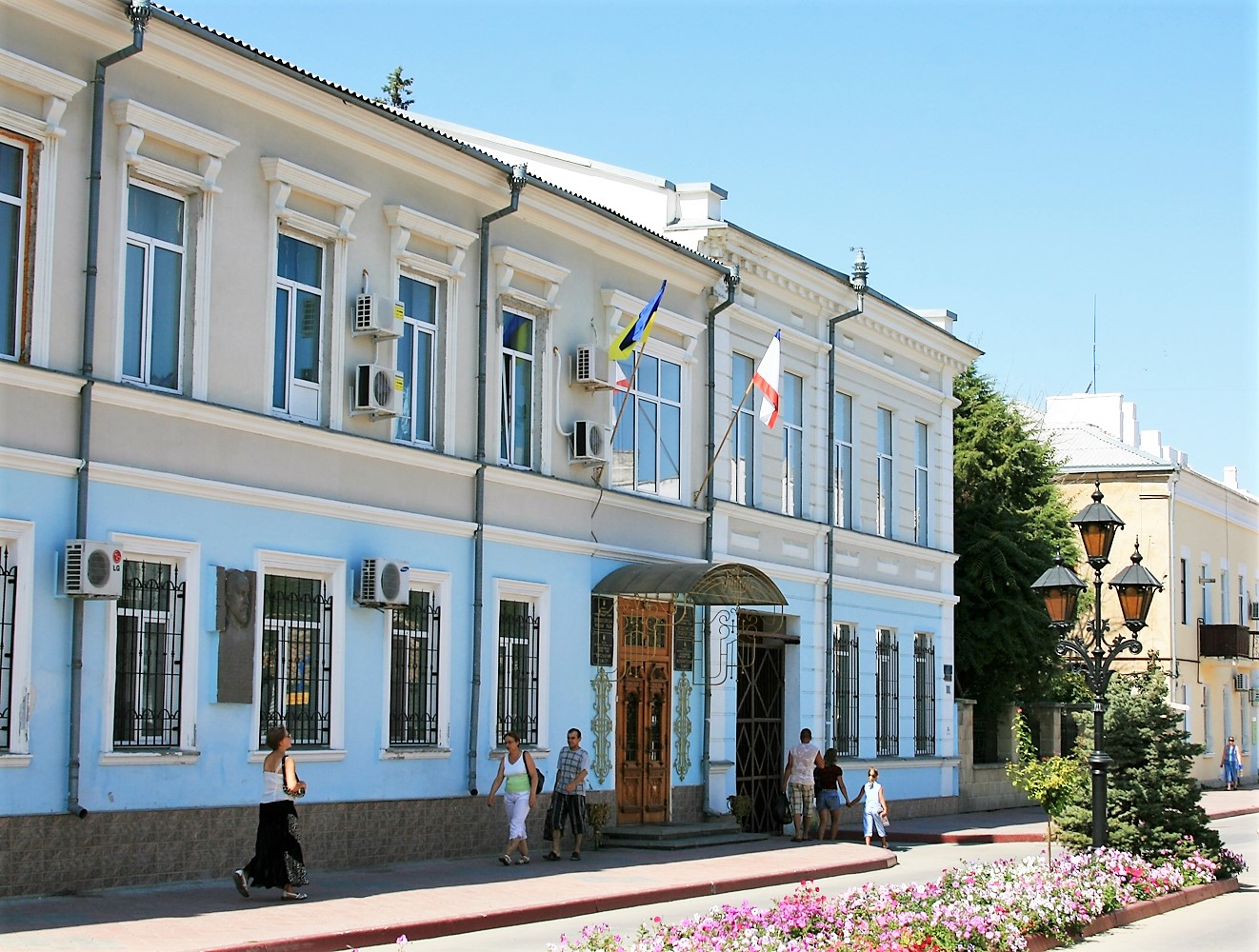
Здание Феодосийского городского совета на Земской улице, 4

В состав горсовета к 2014 году входили: 1 город, 4 поселковых совета и 2 сельских совета, которые объединили 1 город (Феодосия), 5 посёлков городского типа и 11 сёл. В скобках указаны исторические названия сёл (большая их часть была изменена в 1945—1948 годах после депортации крымских народов.
- 1. Береговой сельский совет
  - Береговое
  - Степное
- 2. Коктебельский поселковый совет
  - Коктебель
  - Наниково (Барак-Голь)
- 3. Насыпновский сельский совет
  - Насыпное (Насыпкой)
  - Ближнее (Ближняя Бай-Буга)
  - Виноградное (Кюрей-Баши)
  - Пионерское (Герценберг)
  - Подгорное
  - Солнечное (Паша-Тёпе)
  - Южное (Султан-Сала)
- 4.  Орджоникидзевский поселковый совет
  - Орджоникидзе (Провальное, Двуякорный, Бубновка, в Средние века Кайгадор, Провато)
- 5.  Приморский поселковый совет
  - Приморский (Южная Точка)
- 6.  Щебетовский поселковый совет
  - Щебетовка (Отуз)
  - Краснокаменка (Кызылташ)
  - Курортное (Нижний Отуз).
- 7.  город Феодосия (прямое подчинение собственно Феодосийскому горсовету).

На территории горсовета за известный период истории было, по разным причинам, упразднено несколько сёл: Ближние Камыши, Боевое, Знаменка и Сарыголь.

## Население

Изменение численности населения Феодосии и посёлков Феодосийского горсовета 1989—2009, %.

### Численность и размещение

Территориальная структура населения Феодосийского горсовета (вертикальная ось — тысячи человек, 2009)

Феодосия, посёлки и сёла горсовета (2009)

Феодосийский и Судакский горсоветы. Население 1970—2009.

Население Феодосийского горсовета по переписи 2001 года
| НП                    | Население (чел.) | % от всего населения горсовета |
| --------------------- | ---------------- | ------------------------------ |
| Береговое             | 2461             | 2,3 %                          |
| Ближнее               | 2762             | 2,5 %                          |
| Виноградное           | 272              | 0,3 %                          |
| Краснокаменка         | 1192             | 1,1 %                          |
| Наниково              | 552              | 0,5 %                          |
| Насыпное              | 1666             | 1,5 %                          |
| Подгорное             | 318              | 0,3 %                          |
| Пионерское            | 48               | 0,0 %                          |
| Солнечное             | 930              | 0,9 %                          |
| Степное               | 45               | 0,0 %                          |
| Южное                 | 813              | 0,7 %                          |
| всего сёла            | 11059            | 10,2 %                         |
| Коктебель             | 2841             | 2,6 %                          |
| Курортное             | 316              | 0,3 %                          |
| Орджоникидзе          | 2995             | 2,8 %                          |
| Приморский            | 14374            | 13,2 %                         |
| Щебетовка             | 3338             | 3,1 %                          |
| всего посёлки         | 23864            | 21,9 %                         |
| Феодосия              | 73857            | 67,9 %                         |
| Феодосийский горсовет | 108788           | 100,0 %                        |

### Конфессиональный состав
На территории Феодосийского горсовета на конец 2008 года были зарегистрированы: 20 общин Украинской православной церкви, 5 общин мусульман, 3 — евангельских христиан-баптистов, 2 — Свидетелей Иеговы, 5 — христиан евангельской веры, 2 — адвентистов седьмого дня, 1 — Армянской апостольской церкви, 5 — римско-католической и евангелическо-лютеранской церкви, 3 — иудейские общины , 3 общины православной церкви, по одной общине караимов, православных греков, Родового Вогнища Родной Православной Веры «Криница живых», Общины христиан церкви «Поток жизни», «Дыхание жизни», «Свет и соль», «Церковь Христова».